# Špačince
Špačince (in ungherese Ispáca) è un comune della Slovacchia facente parte del distretto di Trnava, nella regione omonima.